# Microsoft Bing
Microsoft Bing, zkráceně Bing (dříve také Live Search, Windows Live Search a MSN Search) s krycím jménem Kumo, je internetový vyhledávač provozovaný společností Microsoft. Podle firem StatCounter a CNBC, které se zabývají analýzou webových stránek, je v současnosti druhým největším vyhledávačem na internetu po vyhledávači společnosti Google. Je napsán v jazyce ASP.NET.
Vyhledávač byl představen generálním ředitelem Microsoftu Stevem Ballmerem dne 28. května 2009 na konferenci All Things Digital v kalifornském San Diegu. 
Od července roku 2009 přešel na technologii Bingu také vyhledávač Yahoo!. Společnosti uzavřely spolu smlouvu na deset let. Microsoft by se měl se svým Bingem starat o vyhledávání, zatímco Yahoo! zajišťuje pomocí svého adCenter reklamu. O finanční výnosy se firmy dělí.
V květnu 2012 Microsoft oznámil redesign svého vyhledávače, který nově přináší oproti předchozím verzím vyhledávače mnoho změn, například možnost sdílet výsledky hledání prostřednictvím stránek Facebook a Windows Live.
| Rok  | Google | Yahoo | Bing |
| ---- | ------ | ----- | ---- |
| 2009 | 90,28  | 4,78  | 2,3  |
| 2010 | 90,91  | 3,93  | 3,48 |
| 2011 | 91,07  | 3,59  | 3,57 |
| 2012 | 91,85  | 3,01  | 3,09 |
| 2013 | 90,24  | 3,12  | 3,36 |
| 2014 | 89,81  | 3,57  | 3,63 |
| 2015 | 90,61  | 3,4   | 3,02 |
| 2016 | 92,01  | 2,62  | 2,79 |
| 2017 | 92,09  | 2,12  | 2,76 |
| 2018 | 91,4   | 2,15  | 2,82 |
| 2019 | 92,74  | 1,85  | 2,4  |

## Historie

### MSN Search
Služba byla spuštěna Microsoftem na konci roku 1998 pomocí výsledků vyhledávání od společnosti Inktomi, kterou v roce 2003 koupila společnost Yahoo! za 241 milionů dolarů. Skládala se z vyhledávače, indexu a web crawleru. Microsoft se rozhodl v roce 2004 udělat do vyhledávače velkou investici a vytvořit vlastní crawler, jehož index byl aktualizován týdně a někdy i denně. Vše bylo až do roku 2005 v beta verzi. Vyhledávání obrázků však bylo stále poháněno softwarem třetí strany a to pomocí švédské společnosti Picsearch.

### Windows Live Search
Veřejná beta verze byla odhalena 11. září roku 2006, kdy nahradila službu MSN Search. Nový vyhledavač používal vyhledávací karty, které zahrnovaly web, zprávy, obrázky, hudbu, pracovní plochu, místní a encyklopedii Microsoft Encarta. Také vyhledávač přestal využívat službu Picsearch a začal využívat vlastní vyhledávání obrázků.

### Live Search
21. března 2007 Microsoft oznámil, že se vyhledávač osamostatní od skupiny produktů Windows Live. Dále byl vyhledávač integrován do skupiny Live Search and Ad Platform. 
23. května příštího roku Microsoft ukončil vývoj služeb Live Search Books, poskytující vyhledávání v naskenovaných knihách (podobně jako třeba Knihy Google, a Live Search Academic, nabízející stejnou službu, jen s recenzovanými časopisy, a všechen jejich obsah integroval přímo do výsledků vyhledávání. Brzy poté Microsoft zrušil také služby Windows Live Expo, umožňující podávat on-line inzeráty, Live Search Macros, Live Product Upload a konečně, 21. května 2009, také MSN QnA.

### Bing
Microsoft, kvůli problémům s brandingem, odstranil z názvu svého vyhledávače slovo Live a přejmenoval jej na Bing, a to 3. června 2009. Nové jméno bylo vybráno jako krátké, snadno zapamatovatelné slovo, co se snadno vyslovuje.